# Metathelypteris singalanensis
Metathelypteris singalanensis är en kärrbräkenväxtart som först beskrevs av Bak., och fick sitt nu gällande namn av Ren-Chang Ching. Metathelypteris singalanensis ingår i släktet Metathelypteris och familjen Thelypteridaceae. Utöver nominatformen finns också underarten M. s. surbeckii.